# Akitio
Akitio é uma comunidade costeira do Distrito de Tararua na costa leste inferior da Ilha Norte da Nova Zelândia. O Rio Akitio é percorre cerca de 35 quilômetros na direção de sudeste para noroeste, chegando à cidade de Weber, na Estrada Nacional 52.